# 厚生年金保険の保険給付及び国民年金の給付に係る時効の特例等に関する法律
厚生年金保険の保険給付及び国民年金の給付に係る時効の特例等に関する法律（こうせいねんきんほけんのほけんきゅうふおよびこくみんねんきんのきゅうふにかかるじこうのとくれいとうにかんするほうりつ、平成19年7月6日法律第111号）は、厚生年金と国民年金の時効の撤廃に関する日本の法律である。
第166回国会にて成立し、2007年（平成19年）7月6日に公布、同日施行された。

## 概要
日本の国民年金と厚生年金には時効制度がある。本法律はこの制度を廃止し、本人以外のミスで年金の記録漏れがあった場合、過去に遡って年金記録が新たに確認され、受け取るべき年金の金額が増えた場合に、本来受け取るはずであった年金額を受け取れるようになるようにするものである。ただし、この受給の決定条件は年金記録の訂正が行われた上であることに注意しなければならない。
年金記録問題によって国民が混乱していることを理由に与党が提出。時効撤廃が目的であることを理由に与党は早期の採決を求めたが、民主党は年金記録問題での政府の問題を議題とする集中審議を要求して早期採決を拒否。衆議院への提出からわずか半日で厚生労働委員会において強行採決、参議院でも可決され、提出から33日という異例の早さで成立した。

## 成立まで
- 2007年5月29日 - 法案を衆議院へ提出（発議者：石崎岳ほか4名）、衆議院厚生労働委員会へ付託
- 2007年5月30日 - 衆議院厚生労働委員会で可決
- 2007年6月1日 - 衆議院本会議で可決、参議院へ送付
- 2007年6月28日 - 参議院厚生労働委員会で可決
- 2007年6月30日 - 参議院本会議で可決、法案成立
- 2007年7月6日 - 法律公布、施行